# Da solo io. Il progetto pedagogico di Maria Montessori da 0 a 3 anni
“Da solo, io!” Il progetto pedagogico di Maria Montessori da 0 a 3 anni è il libro di Grazia Honegger Fresco dedicato a Adele Costa Gnocchi, maestra e amica dell’autrice, che si propone di esplorare la vita del bambino nei suoi tre anni di vita. La volontà è quella di ricostruire il lavoro di A. C. Gnocchi, fedele interprete delle idee di M. Montessori nel sostenere il diritto del bambino al “rispetto”. Il testo si articola in cinque parti, ciascuna tratta specifici aspetti della fascia d’età presa in considerazione.

## Parti

### Parte prima – Riflessioni su “la lunga infanzia umana”
Adele Costa Gnocchi, maestra di Grazia Honegger Fresco, è l’autrice di un lavoro sullo studio del neonato e dei suoi primi anni di vita. G. H. Fresco parte da questo lavoro per approfondire il metodo pedagogico di Maria Montessori (insegnante della Costa Gnocchi). Necessaria in questa parte introduttiva è la digressione sul Metodo Montessori e sulla biografia della sua creatrice.
Importante diventa la modalità “indiretta” di educare: farlo fare autonomamente più che dirlo, far sperimentare più che bloccarlo per paura che qualcosa possa ferirlo. Al cento c’è la libertà che “non può essere donata o conquistata, ma solo costruita dai primi anni”, intesa come libertà di scelta entro ragionevoli confini.
La formazione dell’essere umano e della sua indipendenza è divisa in momenti:
- 0 - 6 anni – la prima infanzia:
  - 0 – 3 anni: periodo creativo e formativo, di difficile adattamento alla sperimentazione per il bambino e di indifferenza per l’adulto (periodo del linguaggio e del movimento);
  - 3 – 6 anni: periodo delle attività tranquille e ragionate;
- 6 – 12 anni – la seconda infanzia (o fanciullezza): i bambini sono curiosi ed esprimo il desiderio di capire (compito cosmico);
- 12 – 18 anni - l’adolescenza: periodo del sacrificio, ma anche della nuova nascita, in cui si sperimentano legami esclusivi e privilegiati, intese profonde e delusioni, la sessualità, passioni intellettuali e ideali inaspettati;
- 18 – 24 anni – l’età matura: periodo in cui le capacità creative sono al culmine, le possibilità che si aprono sono molteplici e occorre lasciar seguire a ciascuno la propria strada.

Seguono cinque conferenze di Montessori sul tema “Educazione e pace” a lei molto a cuore.

### Parte seconda – Pensare al neonato
Il concetto fondamentale di questa parte è la necessità di cominciare dai più piccoli, poiché i comportamenti di piccoli e grandi presentano numerose somiglianze, sono solo apparentemente diversi. Non dimentichiamo che Maria Montessori era un medico e aveva una formazione pediatrica, oltre che una lunga esperienza fatta di attenta osservazione.
Seguono piccoli approfondimenti:
- sui primi scritti di M. Montessori sul tema del neonato (dal 1915 al 1920);
- su una serie di sue note che fungono da consigli sui primi mesi di vita del neonato;
- su indicazioni importante sul momento del parto-nascita;
- sulla rassegna di tutto ciò che un neonato, seppur piccolo e inesperto, è in grado di fare;
- sui consigli per la madre e l’ostetrica per mettere in atto il miglior accudimento possibile per il bambino;
- sulla testimonianza di come una donna ha vissuto il periodo della gravidanza;
- sull’esempio di come i gruppi di donne possono essere un valido aiuto alla maternità;
- sulla gravidanza e la nascita visti dalla parte del bambino;
- sulla necessità di sensibilizzare gli adulti alla cura dei più piccoli: la biografia di Adele Costa Gnocchi in breve e la sua guida sul neonato;
- sulla Scuola “Assistenti all’Infanzia Montessori” (AIM): l’importanza dell’osservazione, il mobilio adatto ai bambini, un esempio di prime annotazioni sul neonato in stile AIM, alcuni cenni sull’antropologia, l’esplorazione delle capacità sensoriali del bambino, il modo di accogliere i neonati al giorno d’oggi.

### Parte terza – Che cosa abbiamo imparato dai più piccoli
Questa parte si apre raccontando la vita del bambino durante il suo primo anno di vita.
Ogni neonato è unico e originale sebbene sia accomunato agli altri dalle funzioni vitali e dai progressi che giorno per giorno compie nella sua crescita.
Spontanea è la relazione instaurata con la madre, primo oggetto d’amore, una volta nato, legame inscindibile che inizia durante la gravidanza e continuerà man mano che lei inizierà ad insegnargli le prime nozioni di vita che lo faranno diventare un individuo equilibrato e costruttivo. L’amore protettivo della madre è alla base di tutto.
Anche l’alimentazione del bambino è importante: il latte, oltre ad essere cibo per il piccolo, è un ulteriore legame tra madre e bambino, oltre che la fonte di vita stessa.
Per il bambino non è negativo sperimentare la frustrazione: la mamma non deve assecondarlo al primo vagito, piuttosto deve imparare a dosare le sue attenzioni e a dispensarle nel momento giusto, poiché sarà la mancanza a generare il desiderio.
Il riposo è il momento in cui il neonato recupera le forze dovute alla fatica muscolare e all’attività cerebrale, deve essere cercato dal bambino e deve corrispondere ai suoi ritmi e necessità, non deve essere indotto artificialmente. Durante il riposo il neonato assume diverse posizioni che corrispondono ai movimenti attivi, ovvero tutti movimenti che il bambino è già capace di mettere in essere.
Per lo sviluppo dei movimenti del bambino è necessario usare da subito oggetti atti a favorirlo, con i giusti materiali e le giuste dimensioni: tra questi oggetti, oltre ai giochi, è contemplato anche il vestiario, che non deve impedire la sua libertà di movimento. L’importanza dei materiali degli oggetti è data dal fatto che questi devono permettere al bambino di sviluppare i sensi in modo integrato, a far insorgere le prime preferenze e a scaturire una minima risposta agli stimoli esterni.
Le preferenze, però, non devono diventare dei vizi, e qualora ciò succeda, questi devono essere rimossi prontamente per evitare chi si radichino ulteriormente: un esempio è lo svezzamento, che serve anche a questo. Il bambino deve abbandonare pian piano il latte come alimento principale, per provare nuovi sapori. Opportunamente guidato, il bambino arriverà ad alimentarsi da solo, e sarà per lui una grande conquista.
La guida è indispensabile anche in qualsiasi caso di cambiamento (periodo sensitivo dell’ordine): se questo avverrà in maniera improvvisa, sarà motivo di disorientamento per il bambino che avrà acquisito delle routine che costituiranno per lui la continuità che gli genera sicurezza.
Maria Montessori ha individuato altri due periodi cruciali per il bambino, il periodo sensitivo del linguaggio (pone l’attenzione alla voce umana, prima senza e poi con le sempre più numerose parole) e il periodo sensitivo del movimento (passaggio dai piccoli ai grandi movimenti alla graduale conquista dell’indipendenza).
Ultimo aspetto affrontato è quello del linguaggio più o meno adatto da adottare nel relazionarci con un neonato.

### Parte quarta – Gli albori del “compito cosmico”
La presente parte si occupa del momento in cui i bambini iniziano a guadagnare quella iniziale indipendenza che lo “stare in piedi” comporta, unitamente al compito cosmico a cui ciascun bambino assolve a partire dal secondo anno di vita. È proprio il movimento a costituire il linguaggio attraverso cui i bimbi si esprimono.
Si avvicina il momento dell’ingresso al Nido, il momento in cui si sviluppa il gioco e, in generale, l’interazione con altri bambini, importantissima per il loro sviluppo.
Come già specificato nella precedente parte, in un primo momento occorre saper inventare gli oggetti adatti ai loro giochi, poi saranno pronti ad interagire con i più svariati materiali e gli educatori potranno proporglieli.
Le cose affascinano i bambini e occorre saper approfittare di questo fascino per aumentare il loro sperimentare, utilissimo per sviluppare anche un profondo senso di osservazione, mosso dall’imitazione degli altri.
Nell’apprendere occorre procedere gradualmente e senza accelerare le tappe, in quanto ogni bambino potrà apprendere al meglio solo quando sarà realmente pronto. Importanti in questo momento sono le presentazioni, momenti privilegiati in cui le educatrici spiegano ai bambini l’utilizzo corretto degli oggetti nello specifico, mostrandolo e facendolo ripetere. La correzione va apportata solo quando è strettamente necessaria, in caso contrario bloccherà lo sviluppo armonico del bambino e produrrà in lui la frustrazione che gli impedirà di procedere con tranquillità, senza minare la concentrazione (requisito chiave).
Ovviamente il metodo Montessori prevede che insieme alle libertà si diano anche dei confini entro cui il bambino deve saper stare.
La musica deve permeare la vita di un bambino, dalle ninna-nanne (per le quali si attinge al repertorio popolare) alle melodie che esperirà al Nido, prodotte anche da lui stesso (cestino dei suoni, canto, percussioni).
Importante è anche la lettura per due ragioni: occorre leggere ai bambini anche se questi non sanno parlare perché sperimenteranno il piacere di avere un adulto a disposizione e si abitueranno ai suoni che pian piano impareranno a pronunciare. Ogni lettura deve essere ovviamente calibrata in base all’età, e non deve cambiare la voce che ascoltano (per il periodo sensitivo dell’ordine). Utili, soprattutto per i piccolissimi, sono i libri illustrati, che possono essere anche opportunamente costruiti.
Il capitolo termina con informazioni circa le attività della scuola AIM e il Centro Nascita Montessori (CNM): incontri di gruppo, interventi in famiglia, strutture per l’accoglienza e l’incontro, ricerche avviate.

### Parte quinta – Quali Nidi
L’importanza del Nido è fondamentale perché è il luogo in cui occorre favorire il gioco. L’ambiente deve essere strutturato in modo che sia opportuno ad ospitare le attività che il bambino deve svolgere per rendere possibile il proprio sviluppo. Le educatrici dei Nidi devono essere adeguatamente formate a fare ciò, e devono possedere determinate caratteristiche per potersi orientare in maniera funzionale al bambino. I genitori e l’intera famiglia devono concorrere allo sviluppo dei loro piccoli agendo in accordo con le educatrici.
Nel momento in cui il bambino approda al Nido, la famiglia deve tenere in considerazione che egli non è una valigia da spostare a proprio piacimento, ma in qualsiasi luogo lui giunga è richiesto un ambientamento che va opportunamente gestito e organizzato.
Seguono gli esempi delle esperienze di quattro Nidi aperti in Lombardia e il chiaro invito a fidarsi dei bambini: si spiega come nasce una relazione di fiducia e il progetto di ricerca che ha interessato alcuni Nidi.

## Riflessioni finali
Nelle riflessioni finali sono riportati i criteri base da tenere in considerazione nei vai piani di sviluppo:
1. lo sviluppo parte dall’individuo in adattamento all’ambiente [e non è l’ambiente che crea il bambino];
2. valore prioritario dei legami affettivi, a partire da quelli familiari;
3. l’autoregolazione biologica del neonato è la radice dell’indipendenza dall’adulto e da questa all’autonomia come capacità di darsi norme di vita;
4. i sensi come mezzi di scoperta e di conoscenza di sé, degli altri e dell’ambiente che suscita nel bambino grande interesse;
5. capacità fin dai primi giorni di vita di polarizzare l’attenzione, ovvero di concentrarsi nell’osservare, ascoltare, ripetere [da evitare l’uso frequente della distrazione casuale o intenzionale come mezzo per indurre il bambino a fare cose decise dall’adulto];
6. libera scelta entro confini ragionevoli, tale da rendere ciascuno spontaneamente attivo e interessato. Aiuti alla graduale conquista di indipendenza [no al continuo lasciar far fare];
7. i tempi e ritmi sono fortemente individuali e tanto più per quanto più il bambino è piccolo;
8. l’appagamento personale per attività nate da propri interessi e curiosità è la base per le valide relazioni sociali;
9. a mano, organo dell’intelligenza: dalla nascita all’operosità propria dell’Homo faber [attenzione alla riduzione progressiva della manualità con l’abuso di tablet e cellulari];
10. rispettare le esigenze specifiche relative ai periodi sensitivi.

Si tratteggiano, inoltre, le odierne condizioni poco rassicuranti di crescita dei bambini invitati a crescere sotto l’influsso delle nuove pedagogie.

## Notizie utili
Alla fine del testo è presente una rassegna di strutture (italiane e non) consigliate considerate all’avanguardia per la formazione degli educatori; per effettuare il parto/nascita naturale; punti nascita privati; ostetriche singole; associazioni in appoggio alla maternità; pediatrie e neonatologie attente alla sensibilità dei prematuri e dei neonati a termine; nidi di buona qualità sia come suddivisione di spazi, arredi e materiale da gioco, sia per il rapporto tra educatrici, bambini e genitori; nidi che seguono la linea di lavoro ispirata a Montessori; sedi che seguono la linea di lavoro ispirata ai CEMEA e all’educazione attiva.